# Corvinia
Corvinia este o conurbatie din județul Hunedoara, România, formată din urmatoarele localitati : Deva, Hunedoara, Simeria si Călan.